# Otto Messmer
Otto Messmer (Union City, 16 agosto 1892 – Fort Lee, 28 ottobre 1983) è stato un animatore e fumettista statunitense, creatore di Felix the Cat, il più famoso personaggio animato prima di Topolino.

## Biografia

Felix in un disegno con dedica di Otto Messmer

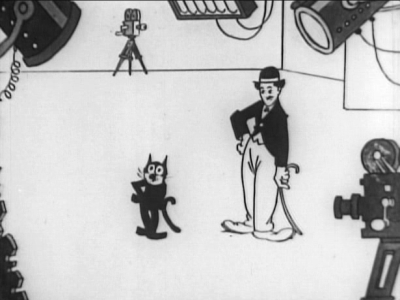
Felix e Charlie Chaplin a cartoni animati nel cortometraggio del 1923 Felix in Hollywood

Messmer ha iniziato la sua carriera professionale nel 1914 con la creazione d'illustrazioni per riviste e giornali come il Fun e Life Magazine, dopo poco tempo ha iniziato nel campo dell'animazione entrando nei Pat Sullivan Studios alla fine del 1915. Dopo un periodo di lavoro come telegrafista in Francia durante la prima guerra mondiale, tornò nel suo paese natale e negli studios Sullivan.
Fu il creatore della versione a cartone animato di Charlie Chaplin e di un'altra serie chiamata Boomer Bill.
Nel 1919, ha animato il famoso gatto nero Felix per Feline Follies che è considerato il primo cartone animato di Felix in un primo momento, il Messmer-Felix è stato chiamato Master Tom, ma dal terzo cartone animato, il suo nome fu cambiato definitivamente in Felix. Pur essendo il personaggio dei cartoni animati più popolari del periodo del muto, il gatto Felix è stato introdotto come un giornale a fumetti solo nel 1923, distribuito dalla King Features. Messmer ha continuato a fare fumetti fino al 1955, a volte coadiuvato da Jack Boyle e Bill Holman.

## La paternità di Felix
Il successo di Felix non è mai stato in dubbio, ma per quanto riguarda la sua paternità ci sono state (e ci sono) molte affermazioni contrastanti in materia. All'inizio il creatore di Felix non era altro che Pat Sullivan, la cui firma adornava molti disegni di Felix ma dopo la morte di Pat Sullivan  Messmer rivendicò la paternità di Felix per essere stato l'animatore capo del primo film di Felix, Feline Follies, ma dalla parte opposta i sostenitori di Pat Sullivan hanno suggerito che il suo film del 1917 intitolato The Tail of Thomas Kat (3Mar17 MP866) potrebbe essere un prototipo di Felix, e hanno dimostrato che la grafia in Feline Follies appartiene a Sullivan,si potrebbe riassumere che Sullivan ha creato il prototipo di Felix in The Tail of Thomas Kat mentre Messmer con la sua grande abilità ha migliorato il personaggio in Feline Follies trasformando Thomas Kat in Felix the Cat.
Ufficialmente la paternità di Felix the Cat appartiene a Otto Messmer.

## Filmografia

### Animatore e regista
- Motor Mat and His Flivver (1916)
- The Love Affair of Ima Knut (1917)
- Them Were the Happy Days (1917)
- A Good Liar (1917)
- Musical Mews (1919)
- Feline Follies (1919)
- The Adventures of Felix (1919)
- Felix Hits the North Pole (1920)
- Kill or Cure (1920)
- My Hero (1920)
- Felix the Landlord (1920)
- Free Lunch (1921)
- The Hypnotist (1921)
- Felix Goes on Strike (1921)
- The Love Punch (1921)
- Out of Luck (1921)
- Felix Left at Home (1921)
- Felix the Gay Dog (1921)
- Felix Comes Back (1922)
- Felix Saves the Day (1922)
- Felix at the Fair (1922)
- Felix Makes Good (1922)
- Felix All at Sea (1922)
- Felix in Love (1922)
- Felix in the Swim (1922)
- Felix Finds a Way (1922)
- Felix Gets Revenge (1922)
- Felix Wakes Up (1922)
- Felix Minds the Kid (1922)
- Felix Turns the Tide (1922)
- Fifty-Fifty (1922)
- Felix on the Trail (1922)
- Felix Lends a Hand (1922)
- Felix Gets Left (1922)
- Felix in the Bone Age (1922)
- Felix the Ghost Breaker (1923)
- Felix and the Radio (1923)
- Felix Wins Out (1923)
- Felix Tries for Treasure (1923)
- Felix Revolts (1923)
- Felix Calms His Conscience (1923)
- Felix the Globe Trotter (1923)
- Felix Gets Broadcasted (1923)
- Felix Strikes It Rich (1923)
- Felix in Hollywood (1923)
- Felix in Fairyland (1923)
- Felix Laughs Last (1923)
- Felix Fills a Shortage (1923)
- Felix the Goat Getter (1923)
- Felix Goes A-Hunting (1923)
- Felix Out of Luck (1924)
- Felix Minds His Business (1924)
- Felix 'Hyps' the Hippo (1924)
- Felix Grabs His Grub (1924)
- Felix Foozled (1924)
- Felix Fairy Tales (1924)
- Felix Cashes In (1924)
- Felix Loses Out (1924)
- Felix Hits the Hipps (1924)
- Felix Crosses the Crooks (1924)
- Felix Tries to Rest (1924)
- Felix Doubles for Darwin (1924)
- Felix Pinches the Pole (1924)
- Felix Puts It Over (1924)
- Friend in Need (1924)
- Baffled by Banjos (1924)
- Felix All Balled Up (1924)
- Felix Goes West (1924)
- Felix Brings Home the Bacon (1924)
- Felix Finds Out (1924)
- Felix Finishes First (1924)
- Felix Goes Hungry (1924)
- Felix Wins and Loses (1925)
- Felix All Puzzled (1925)
- Felix Follows the Swallows (1925)
- Felix Rests in Peace (1925)
- Felix Gets His Fill (1925)
- Felix Full o' Fight (1925)
- Felix Outwits Cupid (1925)
- Felix Monkeys with Magic (1925)
- Felix Cops the Prize (1925)
- Felix Gets the Can (1925)
- Felix Finds 'Em Fickle (1925)
- Felix Dopes It Out (1925)
- Felix Trifles with Time (1925)
- Felix the Cat Busts in to Business (1925)
- Felix the Cat Trips Thru Toyland (1925)
- Felix the Cat on the Farm (1925)
- Felix the Cat on the Job (1925)
- The Cold Rush (1925)
- Eats Are West (1925)
- Felix the Cat Tries the Trades (1925)
- At the Rainbow's End (1925)
- Felix the Cat Kept Walking (1925)
- Felix the Cat Dines and Pines (1926)
- Felix the Cat Spots the Spooks (1926)
- Felix the Cat Flirts with Fate (1926)
- Felix the Cat in Blunderland (1926)
- Felix Fans the Flames (1926)
- Felix the Cat Laughs It Off (1926)
- Felix the Cat Weathers the Weather (1926)
- Felix the Cat Uses His Head (1926)
- Felix the Cat Misses the Cue (1926)
- Felix the Cat Braves the Briny (1926)
- A Tale of Two Kitties (1926)
- Felix Scoots Through Scotland (1926)
- Felix the Cat Rings the Ringer (1926)
- School Daze (1926)
- Felix the Cat Seeks Solitude (1926)
- Felix the Cat Misses His Swiss (1926)
- Gym Gems (1926)
- Two-Lip Time (1926)
- Scrambled Eggs (1926)
- Felix the Cat Shatters the Sheik (1926)
- Felix the Cat Hunts the Hunter (1926)
- Land O'Fancy (1926)
- Felix the Cat Busts a Bubble (1926)
- Reverse English (1926)
- Felix the Cat Trumps the Ace (1926)
- Felix the Cat Collars the Button (1926)
- Zoo Logic (1926)
- Pedigreedy (1927)
- Icy Eyes (1927)
- Stars and Stripes (1927)
- Felix the Cat See's 'Em in Season (1927)
- Barn Yarns (1927)
- Germ Mania (1927)
- Sax Appeal (1927)
- Eye Jinks (1927)
- Felix the Cat as Romeeow (1927)
- Felix the Cat Ducks His Duty (1927)
- Dough-Nutty (1927)
- 'Loco' Motive (1927)
- Art for Heart's Sake (1927)
- The Travel-Hog (1927)
- Felix the Cat, Jack of All Trades (1927)
- The Non-Stop Fright (1927)
- Wise Guise (1927)
- Flim Flam Films (1927)
- Felix the Cat Switches Witches (1927)
- No Fuelin' (1927)
- Daze and Knights (1927)
- Uncle Tom's Crabbin' (1927)
- Why and Other Whys (1927)
- Felix the Cat Hits the Deck (1927)
- Felix Behind in Front (1927)
- Woos Whoopee (1928)
- The Smoke Scream (1928)
- Draggin' the Dragon (1928)
- The Oily Bird (1928)
- Ohm Sweet Ohm (1928)
- Japanicky (1928)
- Polly-tics (1928)
- Comicalamities (1928)
- Sure-Locked Homes (1928)
- Eskimotive (1928)
- Arabiantics (1928)
- In and Out-Laws (1928)
- Outdoor Indore (1928)
- Futuritzy (1928)
- Astronomeous (1928)
- Jungle Bungles (1928)
- The Last Life (1928)
- One Good Turn (1929)
- False Vases (1929)
- Tee-Time (1930)
- Skulls and Sculls (1930)
- Oceantics (1930)
- Hootchy Cootchy Parlais Vous (1930)
- Forty Winks (1930)
- April Maze (1930)
- Backyard Serenade (1931)
- Bold King Cole (1936)